# Krogstastenen
Krogstastenen, med signum U 1125, är en runsten som står på sin ursprungliga plats i nordöstra delen av ett gravfält beläget i Krogsta omkring en kilometer norr om Tuna kyrka 
i Tuna socken, Uppland.

## Stenen
Runstenen som restes på 500-talet, ungefär då folkvandringstiden gick över i vendeltiden, är Upplands äldsta. Den är på båda sidorna ristad med urnordiska runor och har en kort, svårtolkad skrift. På ena sidan är en dödskalleliknande människofigur i adorant (tillbedjande) ställning med upplyfta armar. Den spöklika gestalten kan även vara skapad i ett avskräckande syfte. Runinskriften innehåller möjligen en lönnskrift. Materialet är granit och stenen har en triangelformad genomskärning. Höjden är 1,7 meter och bredden 1,3 meter vid basen. Runhöjden är cirka fjorton centimeter. Inskriften består av två rader, skrivna på fram- och baksidan med så kallade vänderunor, vilket innebär att de ska läsas baklänges.

## Inskriften
Stenen har ristningar på båda sidor, där bara baksidan kunnat dechiffreras.

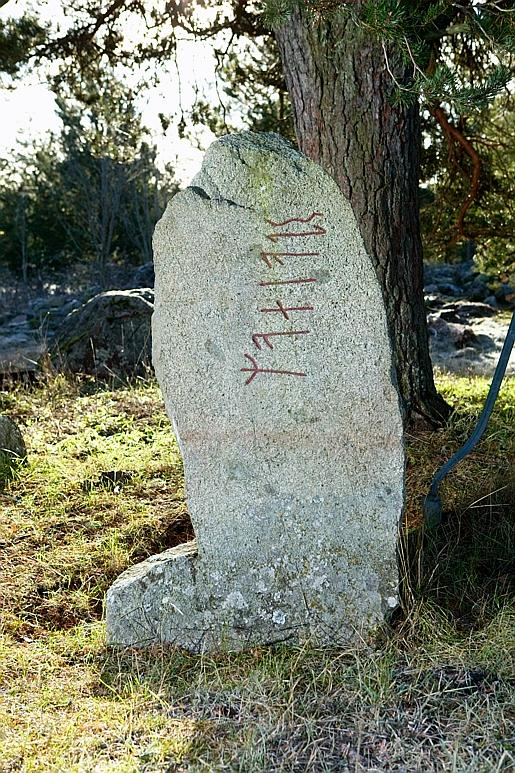
Stenens baksida.

|              | Framsida              | Baksida    |
| ------------ | --------------------- | ---------- |
| Text         | ᛗᚹᛊᛇᛖᛁᛃ               | ᛊᛇᚨᛁᚾᚨᛉ    |
| Urnordiska   | mwsïeij-.             | sïainaz    |
| Normaliserad | ?                     | stainaz(?) |
| Nusvenska    | eventuellt lönnskrift | Sten       |

## Tolkningar
Inskriften är mycket svår att tolka. Mer eller mindre fantasifulla tolkningar har framförts. Sigurd Agrell (1937) och Åke Ohlmarks (1978) läste exempelvis Suainaʀ egʀ ʌ̵b ni(un), vilket de översatte till: "Sven vilar här. Stör ej hans griftero, ty skräck föds ur talet nio". Ottar Grønvik läste 1987 m(u)st(r)ij[an] stainaʀ vilket han översatte till "Abbotens (prästens) sten". Huvuddelen av runologerna konstaterar däremot att den enda läsbara delen av inskriften är s(t)ainaz, med betydelsen "sten".

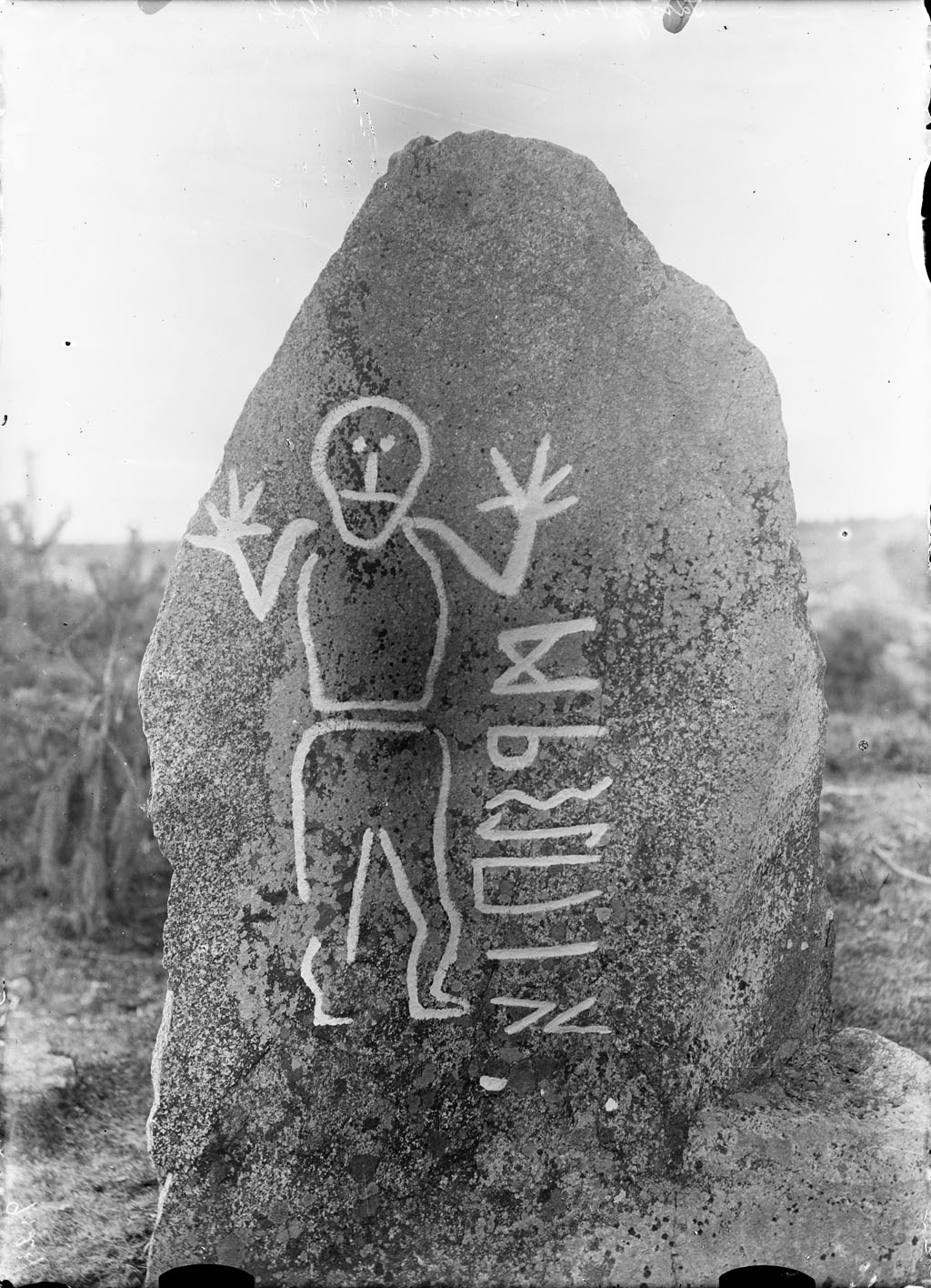
Erik Brates foto taget omkring 1900, alltså ett århundrade före bilden ovan.